# Herman Amnéus
Herman Nestor Emanuel Amnéus (i riksdagen kallad Amnéus i Mariestad), född 19 september 1842 i Haverö, död 17 september 1901 i Mariestad, var en svensk ämbetsman och politiker.
Amnéus, som var son till en kyrkoherde, avlade kameralexamen vid Uppsala universitet 1863 och arbetade därefter som statstjänsteman i olika befattningar, bland annat som länsbokhållare i Norrbottens län 1868–1873, landskamrerare där 1873–1881 och som landskamrerare i Skaraborgs län från 1881 och framåt. Han var också ordförande i drätselkammaren i Mariestads stad 1883–1888.
Han var riksdagsledamot i andra kammaren från hösten 1887 till 1890 samt 1894–1899, fram till 1896 för Mariestads, Skara och Skövde valkrets och från 1897 för Mariestads, Skövde och Falköpings valkrets. Åren 1896–1897 tillhörde han Frihandelsvänliga centern och 1899 Friesenska diskussionsklubben. Han var bland annat vice ordförande i 1898 års särskilda utskott. I riksdagen skrev han fem egna motioner bland annat om inrättande av ett Riksbankens avdelningskontor i Mariestad samt om pension åt statsrådet och riksdagsmannen Axel Rydings änka.